# Zolotoj kljuv
Zolotoj kljuv (russisk: Золотой клюв) er en sovjetisk stumfilm fra 1928 af Jevgenij Tjervjakov.

## Medvirkende
- A. Jefimov som Stepan
- Gennadij Mitjurin som Marey
- Sergej Minin som Sentja
- Mikhail Gipsi som Sjusjin
- Boris Dmokhovskij